# Gouden Lijst (prijs jeugdliteratuur)
De Gouden Lijst was een Nederlandse literatuurprijs die de beste jeugdliteratuur voor twaalf- tot vijftienjarigen onder de aandacht wilde brengen. De prijs werd jaarlijks, op voordracht van een vakjury toegekend aan twee boeken: één in de categorie oorspronkelijk Nederlandstalig en één in de categorie vertaalde boeken. Verder waren er drie Eervolle Vermeldingen. De Gouden Lijst werd van 2010 tot en met 2018 uitgereikt. 

## Voorloper
De Gouden Lijst was de opvolger van de Gouden Zoen, die werd uitgereikt van 1997 tot 2008. De Gouden Zoen was de prijs voor het beste Nederlandstalige jeugdboek voor 12 tot 15 jaar. Daarnaast werden Zilveren Zoenen uitgereikt aan zowel Nederlandstalige als in het Nederlands vertaalde boeken. In 2009 besloot de CPNB met de prijs te stoppen, omdat de prijs te weinig respons zou opleveren. Als protest tegen de opheffing en om schrijvers van boeken voor deze leeftijdscategorie een hart onder de riem te steken riepen de jeugdboekenauteurs Ted van Lieshout en Hans Hagen de Gouden Lijst in het leven. Daarna werd de Gouden Lijst, mede op uitdrukkelijk verzoek van de Griffeljury, van 2011 tot en met 2017, weer uitgereikt door de CPNB. In 2018 was het voortbestaan van de prijs weer onduidelijk. Uiteindelijk hielden opnieuw Ted van Lieshout en Hans Hagen de prijs in stand. BruutTAAL, een methode voor het vak Nederlands in het voortgezet onderwijs, bleek bereid de prijs te sponsoren.

## Opvolger
Vanaf 2019 nam de CPNB deze prijs voor jeugdliteratuur toch weer voor zijn rekening. Niet langer als een aparte prijs, maar door de bestaande prijzen voor jeugdliteratuur, de Griffels en Penselen, te verbreden met een categorie met boeken voor de leeftijd van 12 tot 15 jaar. Hiermee wil de CPNB het belang van leesbevordering van deze groep jongeren onderstrepen.
Voor boeken, geschreven voor jongeren boven de 15 jaar is er de literatuurprijs Beste Boek voor Jongeren, opvolger van de Dioraphte Jongerenliteratuur Prijs.

## Gelauwerden
Een aantal schrijvers werd meermaals gelauwerd in de loop van de jaren. Edward van de Vendel kreeg, behalve de Gouden Lijst 2016, driemaal een Gouden Zoen. Benny Lindelauf en Els Beerten ontvingen beiden een Gouden Lijst en een Gouden Zoen. En Anne Provoost tweemaal een Gouden Zoen.

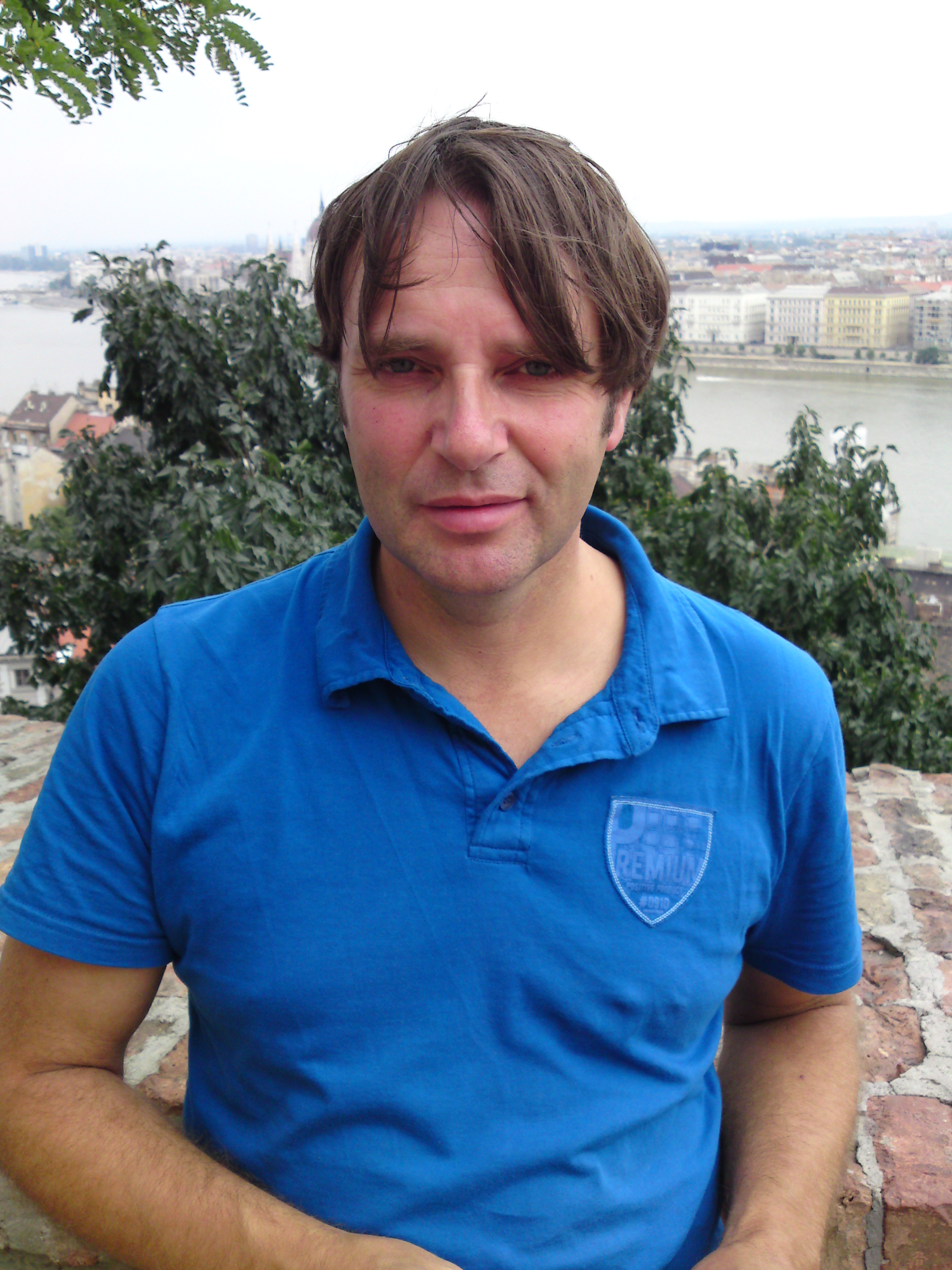
Edward van de Vendel

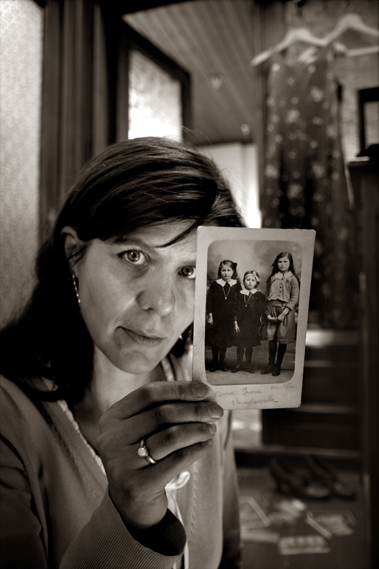
Anne Provoost

| Gelauwerden     | Gouden Lijst Oorspronkelijk Nederlandstalig werk                     | Gouden Lijst In Nederlands vertaald werk                                     | Eervolle vermelding                  | Eervolle vermelding                | Eervolle vermelding                 |
| --------------- | -------------------------------------------------------------------- | ---------------------------------------------------------------------------- | ------------------------------------ | ---------------------------------- | ----------------------------------- |
| 2018            | Er is geen vorm waarin ik pas Erna Sassen                            | Paard, paard, tijger, tijger Mette Eike Neerlin Vertaling Bernadette Custers | -                                    | -                                  | -                                   |
| 2017            | Hoe Tortot zijn vissenhart verloor Benny Lindelauf en Ludwig Volbeda | Suzy en de kwallen Ali Benjamin                                              | Als de bergen huilen Gerda Van Erkel | De Wonderlingen Brian Selznick     | Mij niet gezien Meg Rosoff          |
| 2016            | Oliver Edward van de Vendel                                          | Naar de top Dan Gemeinhart                                                   | De Hemel Bart Moeyaert               | Grensgangers Aline Sax             | De honden Allan Stratton            |
| 2015            | Overspoeld Gideon Samson en Julius 't Hart                           | Onder de ketchupwolken Annabel Pitcher                                       | De gans en zijn broer Bart Moeyaert  | Honderd uur nacht Anna Woltz       | 15 dagen zonder hoofd Dave Cousins  |
| 2014            | Tijgereiland Daan Remmerts de Vries                                  | Zeven minuten na middernacht Patrick Ness                                    | Kieuw Saskia Maaskant                | Het meisje en de soldaat Aline Sax | Het mes dat niet wijkt Patrick Ness |
| 2013            | Rotmoevie Marian De Smet                                             | Ik zal er zijn Holly Goldberg Sloan                                          | Rebel met vleugels Marcel Roijaards  | Zwarte zwaan Gideon Samson         | Gesplitst Neal Shusterman           |
| 2012            | Bajaar Martha Heesen                                                 | Trash Andy Mulligan                                                          | Vango Timothée de Fombelle           | De weg Siobhan Dowd                | Schaduwliefde Ruta Sepetys          |
| 2011            | Soldaten huilen niet Rindert Kromhout                                | Tamar Mal Peet                                                               | Achter de stilte Beate Teresa Hanika | Als je terugkomt Rebecca Stead     | Dieven Will Gatti                   |
| 2010 oude opzet | Allemaal willen we de hemel Els Beerten                              |                                                                              |                                      |                                    |                                     |

| Gelauwerden | Gouden Zoen                                          | Zilveren Zoen                                               | Zilveren Zoen                                |
| ----------- | ---------------------------------------------------- | ----------------------------------------------------------- | -------------------------------------------- |
| 2008        | Slecht Jan Simoen                                    | De boekendief Markus Zusak                                  | Het jaar dat de zigeuners kwamen Linzi Glass |
| 2007        | Ons derde lichaam Edward van de Vendel               | Dief voor de duivel Mikael Engström                         | Kwaad bloed Marita De Sterck                 |
| 2006        | Schijnbewegingen Floortje Zwigtman                   | De vuurvreter David Almond                                  | Zomerzeer Hilde Hagerup                      |
| 2005        | Negen Open Armen Benny Lindelauf                     | Tobbe Mikael Engström                                       | Met huid en haar Marita De Sterck            |
| 2004        | Lopen voor je leven Els Beerten                      | Het wonderlijke voorval met de hond in de nacht Mark Haddon | Jinx Margaret Wild                           |
| 2003        | De gevleugelde kat Isabel Hoving                     | Ysa's schreeuw Rita Williams-Garcia                         | Wolfsroedel Floortje Zwigtman                |
| 2002        | De arkvaarders Anne Provoost                         | Het zwarte slik David Almond                                | De zon is een maffe god Jon Ewo              |
| 2001        | Wild vlees Marita de Sterck                          | De wildernis David Almond                                   | Rattenvanger Karlijn Stoffels                |
| 2000        | De dagen van de bluegrassliefde Edward van de Vendel | Ilios : het verhaal van de Trojaanse oorlog Imme Dros       | Gaten Louis Sachar                           |
| 1999        | Gijsbrecht Edward van de Vendel                      | Stil leven Ted van Lieshout                                 | De geur van melisse Per Nilsson              |
| 1998        | De roos en het zwijn Anne Provoost                   | Balthasar Henri van Daele                                   | Waanzinnige wereld Kim Fupz Aakeson          |
| 1997        | Mosje en Reizele Karlijn Stoffels                    | Gebr. Ted van Lieshout                                      | De Mennyms Sylvia Waugh                      |